# Philipsburg (Pennsylvania)
Philipsburg is een plaats (borough) in de Amerikaanse staat Pennsylvania, en valt bestuurlijk gezien onder Centre County.

## Demografie
Bij de volkstelling in 2000 werd het aantal inwoners vastgesteld op 3056.
In 2006 is het aantal inwoners door het United States Census Bureau geschat op 2917, een daling van 139 (-4,5%).

## Geografie
Volgens het United States Census Bureau beslaat de plaats een oppervlakte van
2,1 km², geheel bestaande uit land. Philipsburg ligt op ongeveer 448 m boven zeeniveau.

## Plaatsen in de nabije omgeving
De onderstaande figuur toont nabijgelegen plaatsen in een straal van 12 km rond Philipsburg.

## Bekende inwoners
Matt Adams 8/31/1988 in Philipsburg (PA). 
Kwam in 2009 bij de St. Louis Cardinals. Verdediger 1e honk.
College: Slippery Rock. 
Maakte zijn MLB debuut op 20 Mei 2012.